# Eulima victoriae
Eulima victoriae is een slakkensoort uit de familie van de Eulimidae. De wetenschappelijke naam van de soort is voor het eerst geldig gepubliceerd in 1914 door Gatliff & Gabriel.